# Boston Society of Film Critics Awards 2011
31. ročník předávání cen asociace Boston Society of Film Critics Awards se konal 12. prosince 2010.

## Vítězové
- Nejlepší film
  1. The Artist

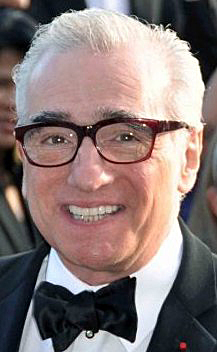
Martin Scorsese, vítěz v kategorii nejlepší režie

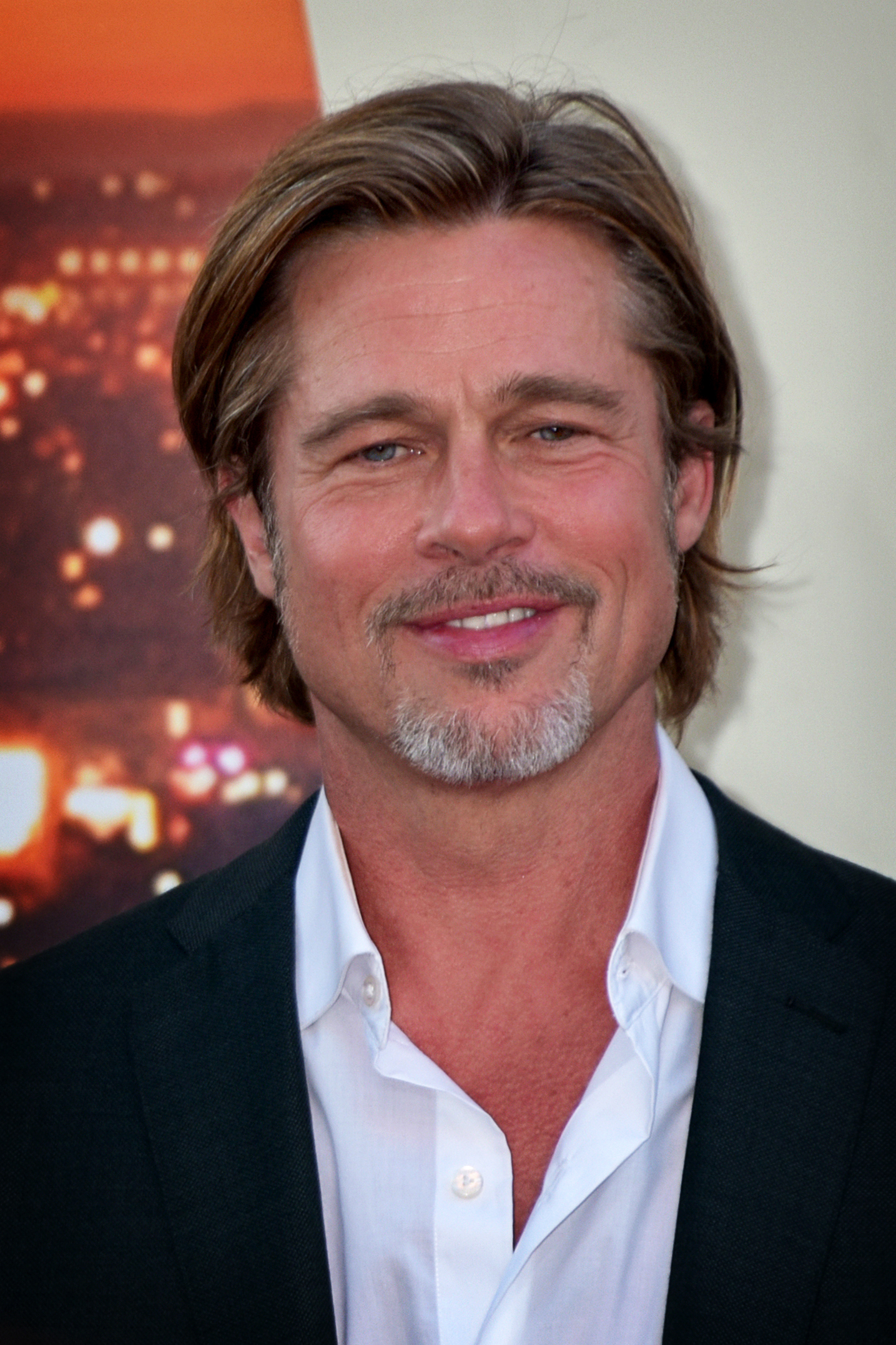
Brad Pitt, vítěz v kategorii nejlepší mužský herecký výkon v hlavní roli

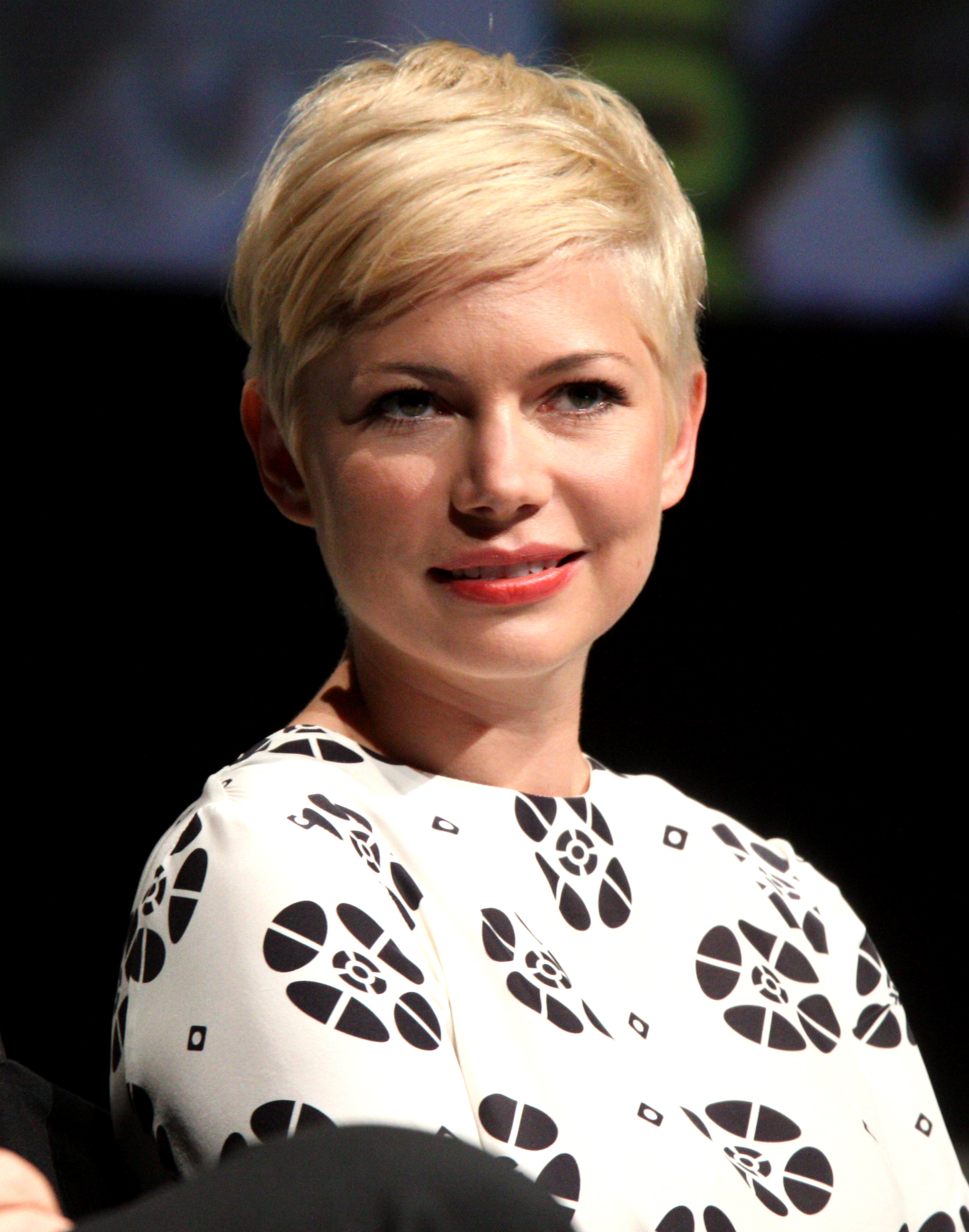
Michelle Williamsová, vítězka v kategorii nejlepší ženský herecký výkon v hlavní roli

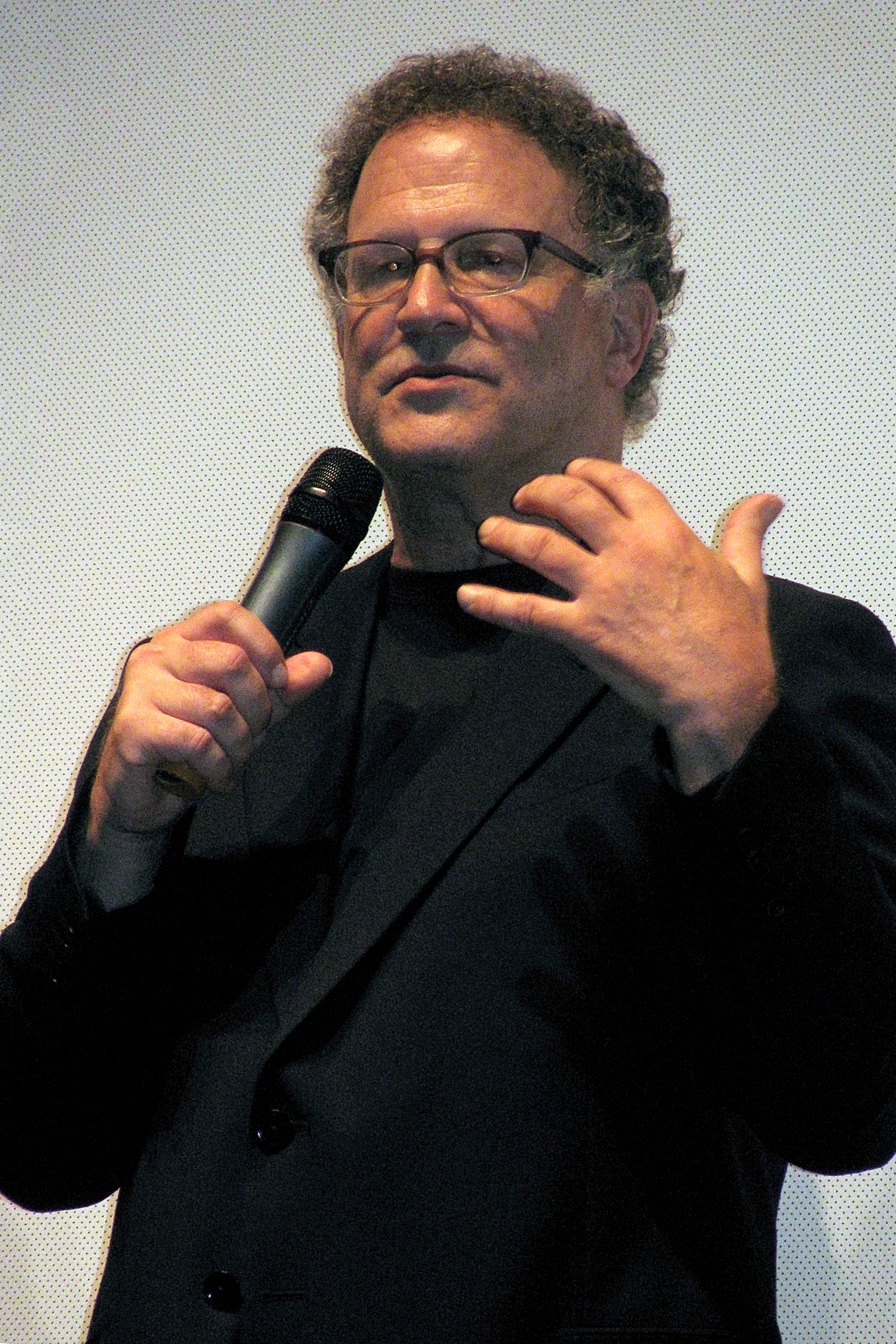
Albert Brooks, vítěz v kategorii nejlepší mužský herecký výkon ve vedlejší roli

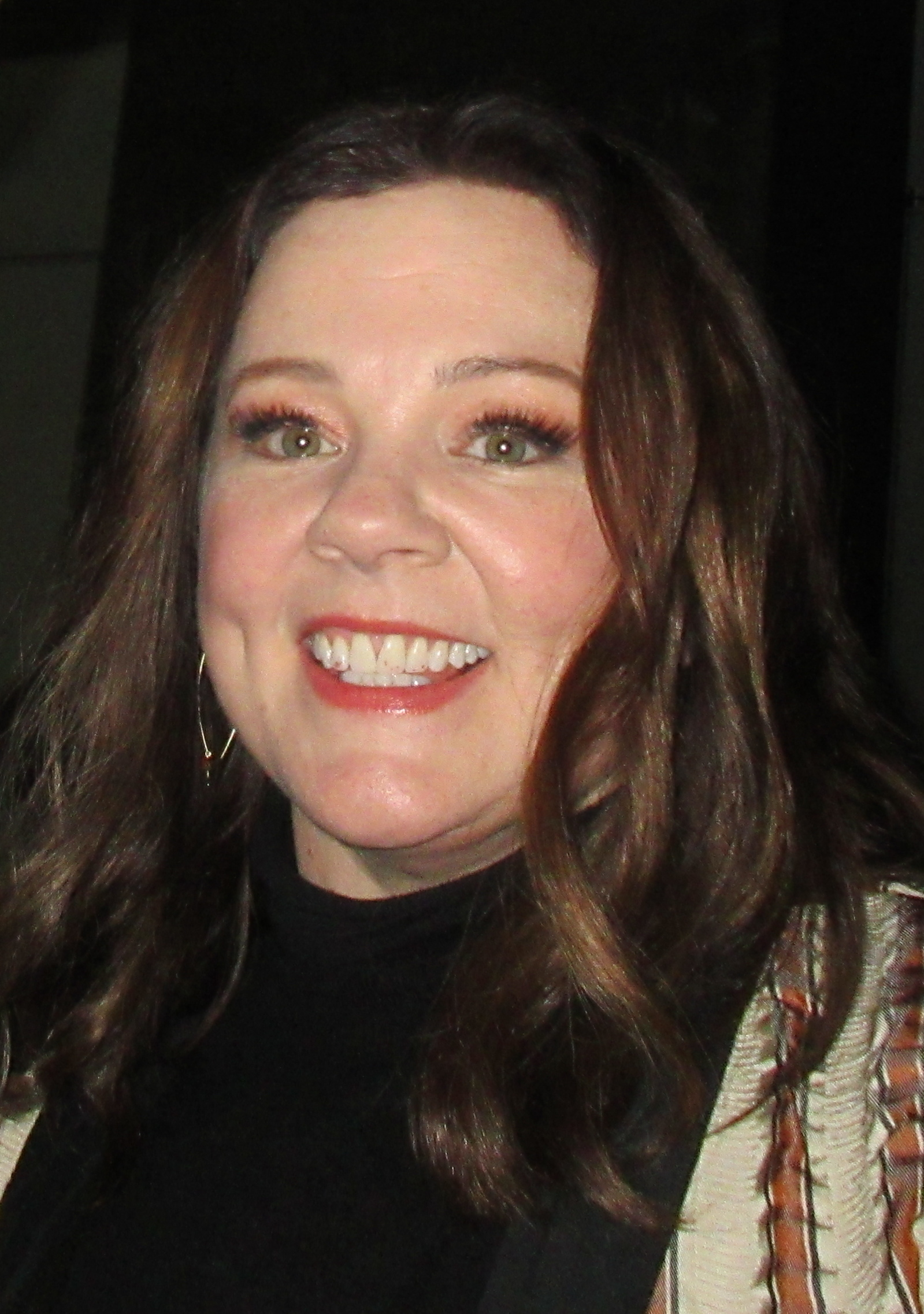
Melissa McCarthy, vítězka v kategorii nejlepší ženský herecký výkon ve vedlejší roli

  2. Hugo a jeho velký objev a Margaret (remíza)
- Nejlepší režisér
  1. Martin Scorsese – Hugo a jeho velký objev
  2. Michel Hazanavicius – The Artist
- Nejlepší scénář
  1. Steven Zaillian a Aaron Sorkin – Moneyball
  2. Kenneth Lonergan – Margaret
- Nejlepší herec v hlavní roli
  1. Brad Pitt – Moneyball
  2. George Clooney – Děti moje a Michael Fassbender – Stud (remíza)
- Nejlepší herečka v hlavní roli
  1. Michelle Williamsová – Můj týden s Marilyn
  2. Meryl Streep – Železná lady
- Nejlepší herec ve vedlejší roli
  1. Albert Brooks – Drive
  2. Max von Sydow – Neuvěřitelně hlasitě & nesmírně blízko
- Nejlepší herečka ve vedlejší roli
  1. Melissa McCarthy – Ženy sobě
  2. Jeannie Berlin – Margaret
- Nejlepší obsazení
  1. Bůh masakru
  2. Margaret
- Nejlepší dokument
  1. Nim
  2. Bill Cunningham New York
- Nejlepší cizojazyčný film
  1. Požáry (Kanada)
  2. Rozchod Nadera a Simin (Írán) a Poetry (Jižní Korea) (remíza)
- Nejlepší animovaný film
  1. Rango
- Nejlepší kamera
  1. Emmanuel Lubezki – Strom života
  2. Robert Richardson – Hugo a jeho velký objev
- Nejlepší střih
  1. Christian Marclay – The Clock
  2. Thelma Schoonmaker – Hugo a jeho velký objev
- Nejlepší použití hudby
  1. The Artist a Drive
  2. Děti moje
- Nejlepší nový filmař
  1. Sean Durkin – Martha Marcy May Marlene
  2. J. C. Chandor – Den před krizí